# هیپوپرولینمی
هیپوپرولینمی (به انگلیسی: Hypoprolinemia) جزء ناهنجاری‌های متابولیسم اسیدهای آمینه است.

## علائم بالینی
زمان تولد، دوران نوزادی، شیرخوارگی و کودکی: آب مروارید دو طرفه، افزایش
قابلیت انعطاف پوست، افزایش دامنه حرکات مفصلی و عقب ماندگی ذهنی
پیشرونده.

## نقص آنزیمی
نقص آنزیم دلتا یک پیرولین ۵ کربوکسیلات سنتاز.

## توارث ژنتیکی
اتوزوم مغلوب.

## میزان بروز
بسیار نادر.

## روش تشخیص
- آمونیاک خون: افزایش خفیف (در وضعیت ناشتا).
- اسیدهای آمینه پلاسما: اورنیتین، پرولین و آرژنین پائین، سیترولین طبیعی یا پائین.

## درمان
تجویز روزانه پرولین و اورنیتین.

## آزمون تشخیص قبل از تولد
ندارد.